# خورخي بيليغرينا
خورخي بيليغرينا (بالإسبانية: Jorge Juan Pelegrina Linares)‏ هو لاعب كرة قدم إسباني في مركز الدفاع، ولد في 23 أبريل 1984 في عذرة في إسبانيا. لعب مع نادي ألميريا ب ونادي ألميريا ونادي بونتيفيدرا.

## وصلات خارجية
- خورخي بيليغرينا على موقع قاعدة بيانات كرة القدم.إي يو (الإنجليزية)
- خورخي بيليغرينا على موقع Soccerway.com (الإنجليزية)
- خورخي بيليغرينا على موقع AS.com (الإسبانية)